# 香港聖經公會

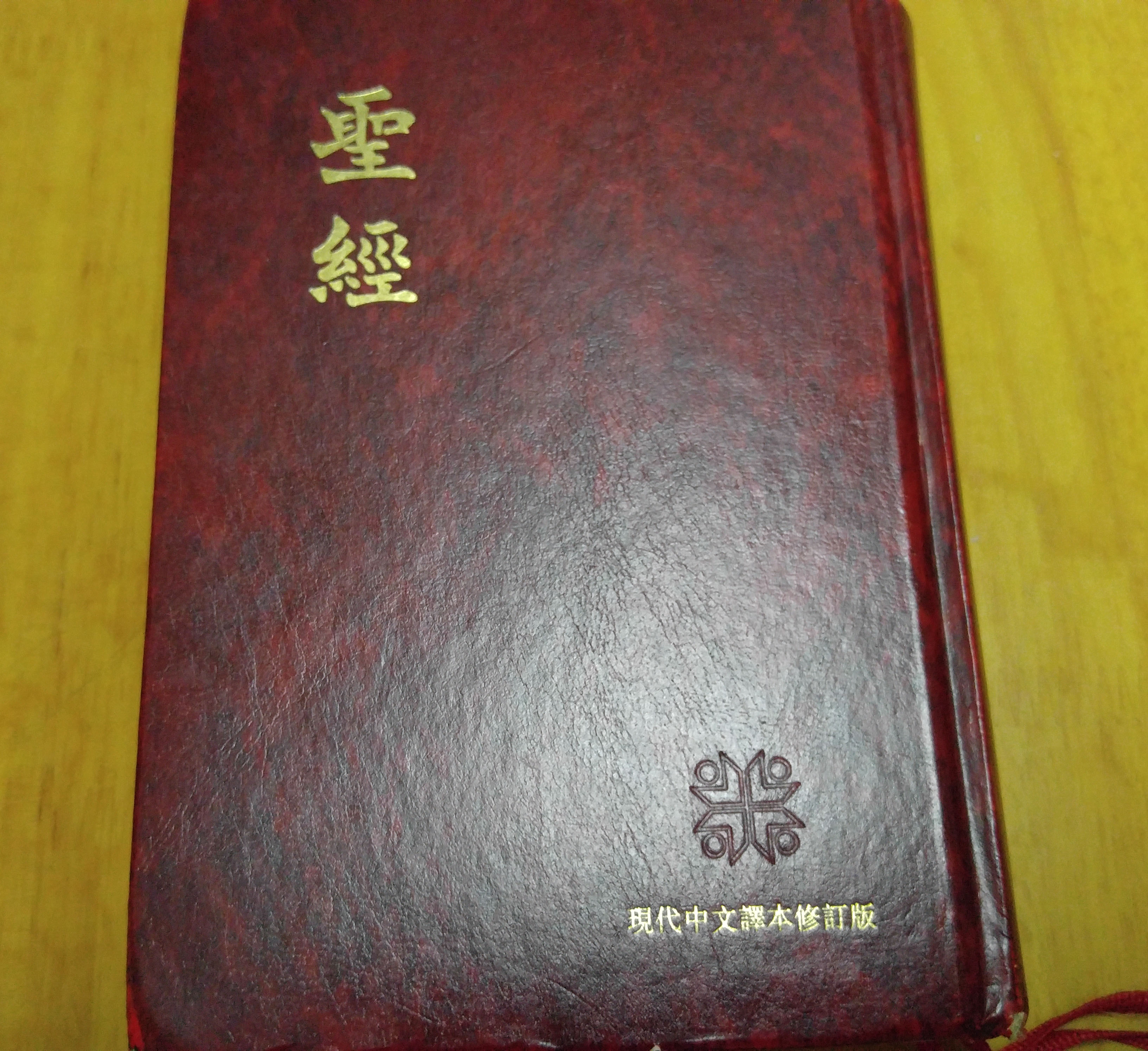
香港聖經公會出版的「現代中文譯本」聖經

香港聖經公會1950年在香港成立，負責在香港和澳門翻譯、印刷、發行和推廣聖經。公會著名的聖經譯本是《新標點和合本》。

## 歷史
1841年香港開埠，基督教和天主教在港成立教會。1855年，英國聖經公會香港輔導委員會成立，負責籌款資助在大陸印刷聖經的中華聖經會，並在港分發聖經。1948年，因國共內戰不利，中華聖經會遷至香港，起初只是臨時措施，但不久香港已成為中國的聖經印刷中心。香港聖經會1950年成立，初期依賴外國公會支持，1957年在港發行首本中英對照新約聖經，1959年易名為香港及台灣聖經公會，1964年易名為香港聖經公會，1969年成為聯合聖經公會成員。
香港聖經公會參與翻譯和發行5個聖經譯本，包括《呂振中譯本》（1970年出版）、《現代中文譯本》（1979年出版）、《新標點和合本》（1988年推出）、《新廣東話聖經》（1997年出版）、《和合本修訂版》（2010年出版），還有一些少數語言聖經，如蒙古語聖經。聯合聖經公會在1985年開展修訂《和合本》的工作，在2000年交由香港聖經公會接手，經香港、台灣、馬來西亞、新加坡等地的聖經學者參與，2006年新約，2010年出版新舊約全書，前後超過30年工作。

## 資料來源
- 香港聖經公會六十周年紀念特刊

## 外部連結
- 香港聖經公會 （页面存档备份，存于）